# Vilsberg
Vilsberg település Franciaországban, Moselle megyében. Lakosainak száma 347 fő (2022. január 1.). Vilsberg Phalsbourg, Eckartswiller, Eschbourg, Berling, Mittelbronn, Vescheim és Pfalzweyer községekkel határos.

## Népesség
A település népessége az elmúlt években az alábbi módon változott:
| Lakosok száma | 372  | 365  | 357  | 351  | 346  | 346  | 347  | 347  |
|               | 2013 | 2015 | 2017 | 2018 | 2019 | 2020 | 2021 | 2022 |